# Claudio Jopia
Claudio Andrés Jopia Arias (* 11. Januar 1991 in La Serena) ist ein chilenischer Fußballspieler, der als Außenverteidiger eingesetzt wird.

## Karriere
Claudio Jopia begann seine Profikarriere 2009 bei Deportes La Serena, wo er zuvor bereits in der Jugend gespielt hatte. 2013 wechselte er zu San Luis und schloss sich 2014 San Marcos an. Von 2016 bis 2019 spielte er für CD Huachipato. Danach war er für mehrere Vereine der Primera B aktiv, bevor er 2024 zu Deportes Rengo in die Segunda División wechselte. Seit 2025 steht er beim Ligakonkurrenten Concón National unter Vertrag.

## Erfolge
San Luis
- Primera B: 2014/15

Magallanes
- Primera B: 2022